# Flughafen Dschidda (bis 1982)

i8
i11
i13
Der Flughafen Dschidda (auch Flughafen Jiddah oder Flughafen Jeddah, IATA-Code: JED, ICAO-Code: OEJD) war ein saudi-arabischer internationaler Verkehrsflughafen und lag in der südlichen Hälfte der Millionenstadt Dschidda.

## Geschichte
Der Flughafen Jeddah erhielt im Jahr 1953 den allerersten zivilen Kontrollturm in Saudi-Arabien. Das erste Anflugradar wurde dann 1975 installiert. Kurz vor der Schließung des eigentlichen Flughafens wurde dort das erste Area Control Centre der Flugsicherung im Land in Betrieb genommen.
Der Flughafen lag auf einer Höhe von 13 m, praktisch mitten in der Stadt und gegen Ende auch von höheren Geschäfts- und Wohngebäuden umgeben. Von ihm wurden inländische und ausländische Flughäfen angesteuert. 
Darunter war auch Frankfurt, von wo aus Jiddah (so die damalige offizielle Schreibweise) durch die Lufthansa über Athen angeflogen wurde, zunächst einmal pro Woche mit Boeing 707 mit Weiterflug nach Addis Abeba, später zweimal wöchentlich mit Boeing 727.
Aufgrund seiner Lage innerhalb der rasant wachsenden Stadt konnte der Flughafen nicht erweitert werden. Deshalb wurde er im Mai 1981 durch den neu erbauten Internationalen König-Abd-al-Aziz-Flughafen ersetzt, der sich 19 Kilometer nördlich von Dschidda befindet und am 19. April 1981 eröffnet wurde und den ICAO-Code OEJN (für "Jeddah New") erhielt, den IATA-Code JED jedoch übernahm.
Ein großer Teil des ehemaligen Flughafens ist mittlerweile mit Straßen und Gebäuden überbaut.

## Zwischenfälle
- Am 25. September 1959 stieg eine Douglas DC-4/C-54A-5-DO der Saudi Arabian Airlines (Luftfahrzeugkennzeichen HZ-AAF) unmittelbar nach dem Abheben vom Flughafen Dschidda ungewöhnlich steil nach oben. Die Piloten konnten die Steuersäule nicht nach vorne drücken. Es kam zum Strömungsabriss und steilem Sturz mit fast 90° Längsneigung. Den Piloten gelang es, den Sturz knapp über dem Erdboden abzufangen, jedoch stieg die Maschine erneut steil. Letztlich konnten die Piloten das fast unkontrollierbare Flugzeug mit einer Bauchlandung außerhalb des Flughafens zu Boden zu bringen. Grund für den Unfall war die Tatsache, dass der Mechaniker die Ruderverriegelung des Höhenruder nicht vollständig gelöst und der Kapitän dies auch nicht überprüft hatte. Alle 72 Insassen überlebten die Bruchlandung. Das Flugzeug wurde irreparabel beschädigt.[3]

- Am 13. Juni 1964  stürzte eine Douglas DC-3/C-47A-20-DK der Saudi Arabian Airlines (HZ-AAN) auf einem Trainingsflug etwa 100 Kilometer südlich vom Startflughafen Dschidda ins Rote Meer. Beide Piloten, die einzigen Insassen, kamen ums Leben.[4]

- Am 11. Juni 1967 wurde eine Douglas DC-3/C-47B-15-DK der Saudi Arabian Airlines (HZ-AAJ) auf dem Flughafen Dschidda irreparabel beschädigt. Nähere Umstände sind nicht bekannt. Alle Insassen überlebten.[5]

- Am 24. Juni 1967 verunglückte eine Douglas DC-3/C-47 der Saudi Arabian Airlines (HZ-AAM) auf dem Flug vom Flughafen Nadschran zum Flughafen Dschidda (beide in Saudi-Arabien). Von den 17 Insassen kamen 16 ums Leben, alle drei Besatzungsmitglieder und 13 Passagiere.[6]

- Am 7. Januar 1972 fiel bei einer Convair CV-340 der Saudi Arabian Airlines (HZ-AAU) nach dem Start vom Flughafen Dschidda das Triebwerk Nr. 2 (rechts) aus. Nach der Rückkehr zum Startflughafen geriet das Flugzeug bei der Notlandung durch den einseitigen Umkehrschub und Hydraulikausfall von der Landebahn ab und kollidierte mit einem Asphalthügel, woraufhin das Bugfahrwerk zusammenbrach. Alle 15 Insassen überlebten den Totalschaden der Maschine.[7][8]

- Am 9. Dezember 1974 stürzte eine für Egypt Air betriebene Iljuschin Il-18D der rumänischen TAROM (YR-IMK) 20 km nordwestlich des Flughafens Dschidda ins Rote Meer. Kurz nach dem Start war der Kontakt zur Besatzung abgebrochen. Alle 6 Insassen dieses Positionierungsfluges starben (siehe auch Flugunfall einer Iljuschin Il-18 der Egyptair bei Dschidda 1974).[9]

- Am 3. März 1978 wurde eine Fairchild F-27F der  US-amerikanischen Hughes Airwest, betrieben für Saudi Arabian Airlines (N747L), auf dem Flughafen Dschidda irreparabel beschädigt, als das Fahrwerk zusammenbrach. Alle Insassen überlebten.[10]

- Am 26. November 1979 stürzte die Boeing 707 AP-AWZ der Pakistan International Airlines auf dem Flug Flughafen Dschidda zum Flughafen Karatschi rund eine halbe Stunde nach dem Start 50 Kilometer nördlich Taif (Saudi-Arabien) nach einem Notruf aufgrund eines Feuers an Bord ab. Die Maschine war voll besetzt mit Pilgern aus Mekka. Vermutlich wurde der Brand durch ein benzinbetriebenes Kochgerät von Passagieren ausgelöst, ein unter flugunerfahrenen Pilgern lange Zeit nicht unübliches Verhalten. Alle 156 Menschen starben (siehe auch Pakistan-International-Airlines-Flug 740).[11]